# Orinoko
Orinoko (špansko río Orinoco) je reka, ki teče po nižavjih severnega dela Južne Amerike in z 2140 km dolžine ena najdaljših južnoameriških rek. Teče v širokem loku okrog Gvajanskega ščita v Venezueli do izliva v Atlantski ocean, kjer tvori obsežno delto južno od otoka Trinidad. V srednjem toku teče proti severu in tvori del državne meje med Venezuelo in Kolumbijo; četrtina obsežnega porečja je tako v Kolumbiji, preostanek pa v Venezueli.
Večina največjih venezuelskih rek se izliva v Orinoko, največja med njimi je Caroní. Posebnost je kanal Casiquiare, ki se odcepi od Orinoka v zgornjem toku, obrne proti jugu in se izlije v Rio Negro, ki je pritok Amazonke, s tem pa tvori naraven kanal med porečjema Orinoka in Amazonke, kar je edinstven primer povezave dveh velikih porečij na vsem svetu. Brzice Maipures in Atures v delu, kjer reka predstavlja državno mejo, so naravna pregrada, ki deli Orinoko na spodnji in zgornji tok.
Zaradi negostoljubnosti in (neupravičeno) slabega slovesa tamkajšnjih domorodcev je izvir šele v zgodnjih 1950-ih letih odkrila venezuelsko-francoska odprava. Tudi v spodnjem toku reka teče po negostoljubni divjini, venezuelski osrednji planjavi (Ilanos), ki obsega kar tretjino ozemlja države in se v deževni dobi šest mesecev na leto spremeni v ogromno notranje morje. Zato je narava tu še praktično povsem neokrnjena. Na glavnem toku Orinoka ni nobene hidroelektrarne in dolga leta edini most na celotni reki stoji pri starem kolonialnem mestu Ciudad Bolívar, kjer se tok nekoliko zoži. Industrija je skoncentrirana v novozgrajenem mestu Ciudad Guayana približno 80 km od rta delte, ki je izhodišče za izkoriščanje bogatih zalog surovin v okoliškem območju. Električno energijo za to dejavnost zagotavlja niz hidroelektrarn na reki Caroní, ki se izliva v Orinoko nedaleč stran.

## Etimologija
Ime reke izhaja iz izraza Warao za »kraj za veslanje«, ki izvira iz izrazov 'güiri' (veslanje) in 'noko' (mesto), tj. plovni kraj.

## Zgodovina
Ustje reke Orinoko v Atlantskem oceanu je dokumentiral Krištof Kolumb 1. avgusta 1498 med svojim tretjim potovanjem. Njegov izvir v Cerro Delgado–Chalbaud, v območju Parima, je bil raziskan šele 453 let pozneje, leta 1951. Izvir blizu venezuelsko-brazilske meje, na 1047 metrih nadmorske višine (2°19′05″N 63°21′42″W / 2.31806°N 63.36167°W), je leta 1951 raziskala skupna francosko-venezuelska odprava.
Orinoko, pa tudi njegove pritoke v vzhodnih llanosih, kot sta Apure in Meta, so v 16. stoletju raziskovale nemške odprave pod vodstvom Ambrozija Ehingerja in njegovih naslednikov. Leta 1531 je Diego de Ordaz, ki je začel pri glavnem iztoku v delti, Boca de Navios, odplul po reki navzgor do Mete. Antonio de Berrio je odplul po Casanare do Mete, nato pa po reki Orinoko in nazaj v Coro. Leta 1595 je Anglež sir Walter Raleigh, potem ko je ujel de Berria, da bi pridobil informacije, med vodenjem odprave za iskanje legendarnega mesta El Dorado, odplul po reki navzdol in dosegel deželo savane.
Alexander von Humboldt je leta 1800 raziskoval porečje in poročal o rožnatih rečnih delfinih. Obširno je objavljal o rečni flori in favni.
Izvire reke Orinoko v Cerro Carlos Delgado Chalbaud (2°19′05″N 63°21′42″W / 2.31806°N 63.36167°W), je leta 1951 odkrila francosko-venezuelska odprava, ki se je vrnila in raziskovala smer Zgornjega Orinoka do Sierra Parima. blizu meje z Brazilijo, ki jo je vodil častnik venezuelske vojske Frank Risquez Iribarren.
Prvi most čez reko Orinoko, most Angostura v Ciudad Bolívarju v Venezueli, je bil dokončan leta 1967.
Leta 1968 sta se National Geographic in Hovercraft odpravila na ekspedicijo iz Manausa v Braziliji v Port of Spain (Trinidad). Na krovu lebdečega plovila SR.N6 so raziskovalci sledili reki Negro gorvodno do mesta, kjer se ji pridruži kanal Casiquiare na meji med Kolumbijo in Venezuelo. Potem ko so sledili Casiquiare do reke Orinoko, so lebdeli skozi nevarne brzice Maipuresa in Aturesa. Orinoko so nato prečkali do izliva v Parijski zaliv in nato do Port of Spain. Primarni namen odprave je bilo snemanje za serijo BBC Svet o nas epizode Zadnje veliko potovanje na Zemlji od Amazonke do Orinoka s hovercraftom, ki je bila predvajana leta 1970, in prikazati sposobnosti zračnega plovila in s tem spodbujati prodajo tega britanskega izuma.
Prvo prečkanje daljnovoda reke Orinoko je bilo dokončano leta 1981 za 800 kV TL enojni razpon 1200 metrov z uporabo dveh stolpov, visokih 110 metrov. Leta 1992 je bil končan prehod nadzemnega daljnovoda za dva 400 kV-vezja tik zahodno od Morocure (med mestoma Ciudad Bolivar in Ciudad Guayana), severno od sotočja poti 1 in 19. Imel je tri stolpe in dva razpona sta merila 2161 metrov oziroma 2537 metrov.
Leta 2006 je bil v bližini Ciudad Guayane v Venezueli dokončan drugi most, znan kot Most Orinoquia.

## Geografija
Potek Orinoka tvori širok elipsoidni lok, ki obdaja Gvajanski ščit; razdeljen je na štiri odseke neenake dolžine, ki zelo približno ustrezajo vzdolžni coni tipične velike reke:
- Zgornji Orinoko – 286 kilometrov dolg, od povirja do brzic Raudales de Guaharibos, teče skozi gorsko pokrajino v smeri severozahoda
- Srednji Orinoko – dolg 805 kilometrov, razdeljen na dva odseka, od katerih je prvi približno dolg 515 kilometrov in ima splošno smer proti zahodu do sotočja z rekama Atabapo in Guaviare pri San Fernando de Atabapo; drugi teče proti severu, približno 290 kilometrov, vzdolž venezuelsko-kolumbijske meje, ki jo na obeh straneh obkrožajo najzahodnejši granitni hribi Gvajanskega ščita, ki ovirajo razvoj poplavne ravnice, do brzic Atures blizu sotočja z reko Meta pri Puerto Carreño
- Spodnji Orinoko – dolg 959 kilometrov z dobro razvito aluvialno ravnico, teče v severovzhodni smeri, od brzic Atures navzdol do Piacoa pred Barrancasom
- Delta Amacuro – dolga 200 kilometrov, ki se izliva v zaliv Paría in Atlantski ocean, zelo velika delta, približno 22.500 km2 in 370 kilometrov na najširšem delu.

Reka Orinoko ob ustju tvori široko delto, ki se razcepi v stotine rek in vodnih poti, ki tečejo skozi 41.000 km2 močvirnih gozdov. V deževnem obdobju lahko reka Orinoko nabrekne do širine 22 kilometrov in globine 100 metrov.
Večina pomembnih venezuelskih rek so pritoki reke Orinoko, največja pa je Caroní, ki se ji pridruži pri Puerto Ordazu, blizu slapov Llovizna. Posebnost rečnega sistema Orinoka je kanal Casiquiare, ki se začne kot rokav Orinoka in najde pot v Rio Negro, pritok Amazonke, in tako tvori »naravni kanal« med Orinokom in Amazonko.
Naklon toka celotne reke je 0,05 % (1,047 m na 2250 km). Nizvodno od Raudales de Guaharibos je naklon 0,01 % (183 /1964), kar je tudi gradient od Ciudad Bolivarja do oceana (54/435).

### Glavne reke v porečju Orinoka
- Apure: iz Venezuele preko vzhoda v Orinoko
- Arauca: od Kolumbije do Venezuele vzhodno do Orinoka
- Atabapo: od Gvajanskega višavja v Venezueli severno do Orinoka
- Caroní: od Gvajanskega višavja v Venezueli severno do Orinoka
- Kanal Casiquiare: v JV Venezueli, razvod iz Orinoka, ki teče proti zahodu do Rio Negro, ki je glavni pritok Amazonke
- Caura: od vzhodne Venezuele (gorje Gvajane) proti severu v Orinoko
- Guaviare: od Kolumbije vzhodno do Orinoka
- Inírida: od jugovzhodne Kolumbije v Guaviare.
- Meta: iz Kolumbije, meja z Venezuelo vzhodno do Orinoka
- Ventuari: od vzhodne Venezuele (Gvajansko višavje) proti jugozahodu v Orinoko
- Vichada: od Kolumbije vzhodno do Orinoka

## Ekologija
Boto (portugalsko ime za več vrst rečnih delfinov, ki izvirajo iz Amazonije in pritokov reke Orinoko) in orjaška vidra (Pteronura brasiliensis) naseljujeta sistem reke Orinoko. Orinoški krokodil (Crocodylus intermedius) je eden najredkejših plazilcev na svetu. Njegov obseg v naravi je omejen na srednje in spodnje porečje reke Orinoko.
V porečju je bilo zabeleženih več kot 1000 vrst rib, približno 15 % je endemičnih. Med ribami v reki so vrste, ki jih najdemo v brakični ali slani vodi v izlivu Orinoka, veliko pa jih je omejeno tudi na sladko vodo. Daleč največja reda sta Characiformes in Siluriformes (somi), ki skupaj predstavljata več kot 80 % sladkovodnih vrst. Nekatere bolj znane so črna pegasta pirana (Pygocentrus cariba) in Paracheirodon axelrodi. Slednjo vrsto, ki je pomembna v akvarijski industriji, najdemo tudi v Rio Negru, kar razkriva povezavo med to reko in Orinokom preko kanala Casiquiare. Ker Casiquiare vključuje črne vode (vrsta reke s počasi tekočo strugo, ki teče skozi gozdna močvirja ali mokrišča) in čiste do bele vode, lahko le razmeroma prilagodljive vrste prehajajo skozi njo med obema rečnima sistemoma.

## Gospodarske aktivnosti
Reka je večino svoje dolžine plovna, poglabljanje pa omogoča oceanskim ladjam, da gredo vse do Ciudad Bolívarja, ob sotočju reke Caroní, 435 kilometrov gorvodno. Rečni parniki prevažajo tovor vse do Puerto Ayacucho in Ature Rapids.

### Rudnik železa El Florero
Leta 1926 je venezuelski rudarski inšpektor našel eno najbogatejših nahajališč železove rude blizu delte Orinoka, južno od mesta San Felix na gori z imenom El Florero. Kopanje nahajališč rude v polnem obsegu se je začelo podrugi svetovni vojni s mešanico venezuelskih podjetij in ameriških jeklarskih podjetij. Na začetku v zgodnjih 1950-ih je bilo izkopanih približno 10.000 ton rudonosne zemlje na dan.

### Katranski pesek
Depoziti reke Orinoko vsebujejo tudi obsežne bitumenske peske v naftnem Orinoškem pasu, ki so lahko vir prihodnje proizvodnje nafte. Orinoški pas je ozemlje v južnem pasu vzhodnega porečja reke Orinoco v Venezueli, ki prekriva največja nahajališča nafte na svetu. Njegovo lokalno špansko ime je Faja Petrolífera del Orinoco

## Vzhodna venezuelska kotlina
Notranje območje, ki obsega države Anzoategui-Guarico in Monagas, tvori severno mejo, Gvajanski ščit pa južno mejo.  Maturin tvori vzhodno porečje in Guarico tvori zahodno porečje. Naftno polje Furrial je bilo odkrito leta 1978, in je zaloga iz poznooligocenskih plitvih morskih peščenjakov v nasutem prednjem delu kotline. 

## Rekreacija in športi
Od leta 1973 Civilno združenje Nuestros Rios son Navegables organizira Internacional Rally Nuestros Rios son Navegables, motonavtično krožno potovanje v dolžini več kot 1200 kilometrov skozi reke Orinoko, Meta in Apure. Začenši iz Ciudad Bolívar ali San Fernando de Apure, je najdaljši reli na svetu z udeležbo svetovnih tekmovalcev, potuje več kot 30 podpornih čolnov, logističnih ekip, na tisoče turistov in navijačev. Čolni so imeli povprečno hitrost 120 milj na uro.
Od leta 1988 je lokalna vlada Ciudad Guayane izvedla plavalno tekmo v rekah Orinoko in Caroní z do 1000 tekmovalci. Od leta 1991 se Paso a Nado Internacional de los Rios Orinoco–Caroní praznuje vsako leto v nedeljo okrog 19. aprila. Po vsem svetu je to plavalno srečanje postalo vse pomembnejše in ima veliko število tekmovalcev. 29. srečanje je potekalo leta 2019.